# Kazuhiro Koizumi
Kazuhiro Koizumi (jap. 小泉 和裕; * 16. Oktober 1949 in Tokio) ist ein japanischer Dirigent.

## Leben und Wirken
Ab 1969 studierte er Dirigieren bei Kazuo Yamada an der Tōkyō Geijutsu Daigaku. 1970 gewann er den 1. Preis bei der Min-On Concert Association of Japan Conducting Competition. Danach erhielt er von 1970 bis 1972 eine Assistenz beim Philharmonieorchester Japan in Tokio. 1972 gehörte er zu den Gründungsdirigenten des Neuen Philharmonieorchesters Japan in Tokio. Noch im selben Jahr nahm er bei Hans Martin Rabenstein ein Orchesterdirigierstudium an der Hochschule der Künste in Berlin (West) auf. Im Sommer 1973 unternahm er auf Einladung von Seiji Ozawa weitere Studien am Tanglewood Music Festival in Massachusetts. 1973 war er 1. Preisträger beim 3. Herbert-von-Karajan-Dirigierwettbewerb in Berlin und debütierte bei den Berliner Philharmonikern.
Von 1975 bis 1979 war er Musikdirektor und von 1975 bis 1992 geschäftsführender Direktor des Neuen Philharmonieorchesters Japan. Weiterhin dirigierte er u. a. das Orchestre Philharmonique de Radio France, die Wiener Philharmoniker, die Münchner Philharmoniker, das Sinfonieorchester des Bayerischen Rundfunks, die Philharmonia Hungarica, das Chicago Symphony Orchestra, das Boston Symphony Orchestra, das Detroit Symphony Orchestra, das Cincinnati Symphony Orchestra, das Toronto Symphony Orchestra und das Montreal Symphony Orchestra. Außerdem arbeitete er mit Musikern wie Anton Rubinstein and Mstislav Rostropovich zusammen. Auftritte hatte er etwa bei den Salzburger Festspielen und beim Ravinia Festival.
Von 1983 bis 1989 wirkte er als Musikdirektor des Winnipeg Symphony Orchestra in Manitoba. Er widmete sich insbesondere dem spätromantischen Repertoire sowie Chorwerken von u. a. Mahler, Bach und Fauré. Während seiner Zeit in Manitoba nahm er fünf Alben mit Auftragsarbeiten von James Hiscott, Robert Turner, Michael Matthews, Kenneth Nichols und Sidney Robinovitch auf. Überdies dirigierte er von 1986 bis 1989 das Symphonieorchester der Präfektur Tokio. Ab 1988 dirigierte er wiederholt das Royal Philharmonic Orchestra in London. Es entstanden mehrere Tschaikowski-Aufnahmen (4., 5. und 6. Sinfonie). Von 1989 bis 1996 war er Chefdirigent des Sinfonieorchesters Kyūshū und von 1992 bis 1995 Gastdirigent beim Japan-Century-Sinfonieorchester. Von 1995 bis 1998 übernahm er das Chefdirigat beim Symphonieorchester der Präfektur Tokio und von 2003 bis 2008 beim Japan-Century-Sinfonieorchester in Toyonaka.
Von 2006 bis 2018 war er Erster Gastdirigent beim Philharmonieorchester Sendai und von 2008 bis 2014 Musikdirektor beim Japan-Century-Sinfonieorchester. Außerdem ernannte man ihn zum Ehrendirigenten des Symphonieorchesters der Präfektur Tokio. Seit 2016 ist er Musikdirektor beim Nagoya Philharmonic Orchestra.